# GE HealthCare
GE HealthCare — американская компания, производитель медицинского оборудования. До апреля 2023 года являлась подразделением General Electric. Штаб-квартира расположена в Чикаго (штат Иллинойс).

## История
Подразделение медицинского оборудования General Electric было выделено в самостоятельную компанию GE HealthCare в начале 2023 года. 4 января 2023 года акции GE HealthCare начали котироваться на бирже Nasdaq. General Electric сохранила за собой 19,9 % акций новой компании, остальные акции были распределены между акционерами General Electric.

## Деятельность
Подразделения по состоянию на 2023 год:
- визуализация — разработка и производство оборудования для медицинской визуализации, включая аппараты для компьютерной и магнитно-резонансной томографии, рентгеновские аппараты; 54 % выручки;
- ультразвук — производство различного оборудования для ультразвуковой диагностики; 18 % выручки;
- уход за пациентом — оборудование для контроля состояния пациента, аппараты искусственного дыхания, кардиографы и другое оборудование, расходные материалы и программное обеспечение; 16 % выручки;
- препараты для диагностики — производство препаратов, применяемых при диагностических исследованиях, такие как радиоактивные фармацевтические препараты; 12 % выручки.

Выручка GE HealthCare за 2023 год составила 19,55 млрд долларов, её распределение по регионам: США и Канада — 44 %, Европа, Ближний Восток и Африка — 26 %, Китай — 14 %, другие регионы — 16 %.